# Thisiomorphus latus
Thisiomorphus latus es una especie de coleóptero de la familia Mycteridae.

## Distribución geográfica
Habita en Brasil.